# Bena (Minnesota)
Bena é uma cidade localizada no estado americano de Minnesota, no Condado de Cass.

## Demografia
Segundo o censo americano de 2000, a sua população era de 110 habitantes. 
Em 2006, foi estimada uma população de 104, um decréscimo de 6 (-5.5%).

## Geografia
De acordo com o United States Census Bureau tem uma área de 
1,3 km², dos quais 1,3 km² cobertos por terra e 0,0 km² cobertos por água. Bena localiza-se a aproximadamente 401 m acima do nível do mar.

## Localidades na vizinhança
O diagrama seguinte representa as localidades num raio de 32 km ao redor de Bena. 